# Operación Alphabet
La Operación Alfabeto (Operación Alphabet)  fue la evacuación de las tropas aliadas en Narvik durante la campaña de Noruega en la II Guerra Mundial. La operación fue autorizada el 24 de mayo de 1940, y se completó el 8 de junio. Tropas del Reino Unido, Francia y Polonia habían llegado a Narvik a inicios de mayo de 1940, con el objetivo de expulsar a las fuerzas alemanas que habían invadido Noruega el 6 de abril. 
Si bien la batalla de Narvik había arrojado resultados positivos para los aliados, la sorpresiva derrota francesa en la batalla de Francia redujo la importancia de Escandinavia, y los aliados decidieron abandonar a Noruega a su suerte.
La evacuación se inició el 4 de junio, pero los noruegos, no incluidos en la operación, continuaron luchando contra los alemanes, con la esperanza de poder consolidar la victoria. No obstante, el desmoronamiento del gobierno noruego y el estancamiento del frente en el norte, condenó los intentos noruegos de dominar el norte de Noruega. El 7 de junio partió el primer grupo de transporte hacia el Reino Unido, y al día siguiente partió el segundo y último grupo. Los portaaviones HMS Ark Royal (91) y HMS Glorious (77) debían formar parte de la escolta del segundo grupo, pero el comandante del HMS Glorious solicitó permiso para dirigirse al sur, hacia Scapa Flow. En su viaje, el HMS Glorious y su escolta serían casualmente interceptados y hundidos por los acorazados alemanes Scharnhorst y el Gneisenau (véase Operación Juno).
El Rey Haakon VII salió de su país el 7 de junio, y poco después el comandante en jefe de las fuerzas noruegas, el coronel Otto Ruge rindió Noruega.
El 8 de junio, las fuerzas alemanas entraron a Narvik y el 10 de junio Noruega quedó pacificada.
Desde entonces Escandinavia quedaría a merced de Alemania, y la neutral Suecia realizaría concesiones para evitar ser ocupada, consciente de que el Reino Unido no haría nada para defenderla. En efecto, muy pronto, tropas alemanas cruzarían la frontera sueca con destino a Finlandia, aunque dichas tropas viajarían desarmadas, todo esto con el objetivo de mantener, por lo menos superficialmente, la neutralidad de Suecia.